# Daniel Deronda
Daniel Deronda es una novela de George Eliot publicada en 1876. La novela critica a la aristocracia británica, al tiempo que ensalza la rectitud del pueblo judío. Fue la última novela que completó y la única ambientada en la sociedad victoriana de su época. La mezcla de sátira social y búsqueda moral de la obra, junto con su interpretación comprensiva de las ideas protosionistas judías, la han convertido en la controvertida declaración final de una de los novelistas victorianos más renombrados.

## Adaptaciones
- Daniel Deronda película de 1921 dirigida por W. Courtney Rowden.
- Daniel Deronda miniserie televisiva de 1970 compuesta por 6 episodios y dirigida por Joan Craft.
- Daniel Deronda película para televisión producida por la BBC en 2002 y dirigida por Tom Hooper. Como su metraje es muy extenso (210 minutos), la película está preparada para ser emitida en tres o cuatro bloques y cada una de estas partes puede emitirse como si se tratara del episodio de una pequeña miniserie.